# Catalina Adulce
Catalina Adulce Pérez, conocida como Catalina Adulce, (Valladolid, ?- Madrid, 8 de enero de 1990) fue una promotora inmobiliaria española, que edificó, durante las décadas 50, 60 y 70, en la ciudad de Valladolid. Una calle de esta ciudad lleva su nombre, la calle de Catalina Adulce.

## Trayectoria
Procedía de una familia de comerciantes vallisoletanos: su abuelo, Norberto Adulce Pérez, y su padre, Norberto Adulce Linares, eran industriales, comerciantes y poseedores de terrenos, además de dirigir una droguería en la ciudad de Valladolid, de fachada arquitectónica de estilo modernista. Adulce Linares construyó un conjunto de 80 viviendas cercano a la Plaza de Toros según la Ley de casas baratas de 1922, conocidas cono las “Casas Adulce". El conjunto se organizaba en torno a dos calles privadas, a las que en su inauguración, en 1930, dio los nombres de su esposa, Catalina Pérez, y de su hija, Catalina Adulce. Tras diversas remodelaciones urbanísticas, los edificios fueron derribados, desapareció la calle de Catalina Pérez pero se mantuvo la de Catalina Adulce, con otras dimensiones y estructura.
Catalina Adulce tuvo entre los años 50 a 70 actividad inmobiliaria y constructora, y promovió personalmente y en solitario bloques de viviendas en la ciudad vallisoletana, entre otros en la calle García Lesmes (un bloque de 16 viviendas en 1957 y otro de 29 en 1963); de 21 viviendas en la calle Claudio Moyano en 1965; de 50 viviendas en la calle Renedo en 1968; y de 8 viviendas en la calle Pedro Lagasca en 1972. En 1960 promovió un edificio de 65 viviendas en la calle de San Felipe Neri, junto a la iglesia del mismo nombre, edificio que fue catalogado en la Fundación Docomomo Ibérico como representativo de la corriente arquitectónica del Movimiento Moderno.
En 1977, Adulce, junto con otros miembros de su familia, inició un proceso que finalizó en demanda contra el Ayuntamiento de Valladolid en referencia a los terrenos donde se ubicó el primitivo Estadio José Zorrilla de fútbol. Estos terrenos fueron vendidos al consistorio vallisoletano en 1941 por su padre, Norberto Adulce, para destinarlo a fines sociales y beneficiosos para la comunidad, y con la condición de que “no podría destinarlos más que para la construcción del estadio municipal”. Así fue hasta los años 80, cuando el ayuntamiento realizó planes urbanísticos, vendió los terrenos, en los que se ubicó un centro comercial de El Corte Inglés, y construyó un nuevo estadio a las afueras de la ciudad, el Estadio José Zorrilla. Adulce y los demás herederos emprendieron un largo proceso sobre la posible indemnización por la quiebra de la condición de venta, que tras pasar por el Tribunal Supremo duró hasta 1993.